# Suore missionarie del Sacro Cuore di Gesù (Xalapa)
Le Suore Missionarie del Sacro Cuore di Gesù (in spagnolo Hermanas Misioneras del Sagrado Corazón de Jesús; sigla M.S.C.J.X.) sono un istituto religioso femminile di diritto pontificio.

## Storia
La congregazione fu fondata a Xalapa il 12 gennaio 1960 da Vicenta Rodríguez García.
L'erezione canonica della comunità in istituto di diritto diocesano ebbe luogo l'8 dicembre 1977.
L'istituto ha ricevuto il riconoscimento di istituzione di diritto pontificio con decreto del 17 giugno 2003.

## Attività e diffusione
Le suore si dedicano all'aiuto al clero.
La sede generalizia è a Xalapa.
Alla fine del 2015 l'istituto contava 186 religiose in 51 case.